# Ninoska Vásquez
Ninoska Vásquez Álvarez, (Barquisimeto, 25 de agosto de 1992) es una modelo venezolana. En 2017 fue ganadora del certamen Miss Earth Venezuela 2017.

## Biografía
Ninoska Vásquez es una joven modelo venezolana, estudiante de Psicología. Se desempeñó además como conductora del programa de farándula La Brújula del canal local larense Promar TV.
Su incursión en el mundo de los certámenes de belleza comienza en 2012 con el concurso Exotic Model Venezuela, donde ocupó en lugar de primera finalista, gracias a su inteligencia y belleza.. Dos meses más tarde es electa como reina de los Cardenales de Lara, equipo perteneciente a la Liga Venezolana de Béisbol Profesional. En 2013 obtiene el título de Miss Turismo Lara.
El 21 de noviembre de 2014 obtiene el título de Miss Tourism Universe, un concurso llevado a cabo en Beirut, Líbano, donde resultó vencedora entre otras 37 candidatas.

## Miss Earth Venezuela 2017
Ninoska Vásquez logró ser seleccionada para ser una de las 26 candidatas pertenecientes al Miss Earth Venezuela. Vásquez participó en la primera (1º) edición del certamen de belleza ecológico del país que se llevó a cabo en el Hotel Intercontinental Tamanaco de Caracas, representando al estado Lara de donde es oriunda. Al final del evento fue coronada Miss Earth Venezuela 2017 de mano de los directores del certamen nacional, Alyz Henrich y Prince Julio César. De esta manera obtiene el pase a certamen internacional ecológico de Miss Tierra, con sede en Filipinas.

## Miss Tierra 2017
Como parte de sus responsabilidades como Miss Earth Venezuela, Ninoska tuvo el derecho de representar al país en el Miss Tierra 2017 que se realizó en Manila, Filipinas. Vásquez compitió con alrededor de 100 candidatas de diversos países y territorios autónomos por el título que ostentaba la ecuatoriana Katherine Espín. Al final del evento, se ubicó dentro del grupo de ocho finalistas.

| Predecesor:                    | Miss Turismo Lara 2013     | Sucesor:             |
| Predecesor: -                  | Miss Turismo Universo 2014 | Sucesor: Teodora Dan |
| Predecesor: Stephanie de Zorzi | Miss Earth Venezuela 2017  | Sucesor: Diana Silva |